# Син Неба
Си́н Не́ба (кит.: 天子; піньїнь: tiānzǐ, МФА: [ti̯ɛ́n tsɨ̀]; яп. てんし, тенсі) — титул монарха у Східній Азії, використовувався Імператорами Китаю та Японії, правителями Піднебесної.

## Короткі відомості
Поява титулу «Син Неба» пов'язана з китайської ідеєю про Небесний мандат, що надається Небом своєму «синові» — правителю, який керує Піднебесною. Ідея була озвучена китайським мислителем 11 століття до Р. Х. Цзі Данєм (вуйко та регент юного монарха Чен-вана, більш відомий за титулом Князь Чжоу): «Титул правителя, якого Небо визнало своїм сином, успадковується в роді правителя. Коли ж в домі правителя зникає благодать, рід нового [правителя] визначається мандатом Неба». У зв'язку з цим, в епоху династії Чжоу титул «Син Неба» використовувався для позначення зв'язку між божеством Неба і людиною правителем на Землі.
В часи династії Цінь правитель був оголошений божеством. З'явився новий титул, «великий\яскравий володар» (кит.: 皇帝, хуанді; яп. こうてい котей), який використовувався першим імператором Китаю. За його правління титул «Син Неба» вийшов з ужитку, проте з постанням династії Хань та відродженням конфуціанства, що обожнювало старовину, повернувся і був прирівняний до титулу «хуанді». Особа монарха була десакралізована: її знову вважали людиною, але такою, що особливий спосіб пов'язана з Небом через Небесний мандат і благодать.
Верховний правитель володів простором (землею) і часом (календарем і назвами років). Найвищою владою на Землі вважалася лише його влада. Для підтримки зв'язку з Небом правитель мусив щорічно вшановувати його на спеціальній церемонії, проводити яку дозволялося лише одному монарху. Виконання цієї церемонії дотримувалися усі імператори Китаю аж до 20 століття.
Під впливом китайської політичної культури, титул «Син Неба» потрапив до Японії і використовуйся тамтешніми Імператорами. На відміну від Китаю, японці вважали монарха богом і не мали потреби в ідеї, яка б легітимізувала зміну династії Небесним мандатом. Імператори Японії мали власні назви років, але відкидали потребу у вшануванні Неба, китайського божества.
Важливо, що титул ван, який позначав Сина Неба у доімперські часи, не вийшов із використання з утворенням титулу хуанді. Він залишився для позначення вищих місцевих володарів, поріднених до імператора (тобто, став приблизно відповідати титулам «принц» або «великий князь»)